# Le Dernier Samaritain
Pour plus de détails, voir Fiche technique et Distribution.
Le Dernier Samaritain ou Le Dernier Boy-Scout au Québec (The Last Boy Scout) est un film américain réalisé par Tony Scott et sorti en 1991.

## Synopsis
À la mi-temps d'un important match de football, Billy Cole, running back des Stallions de Los Angeles, reçoit un mystérieux coup de téléphone d'un prénommé Milo. L'interlocuteur lui met la pression pour gagner à tout prix la rencontre. Cole ingère alors du PCP. De retour sur le terrain, il est plein de rage et traverse le terrain avec une arme chargée. Il descend plusieurs joueurs sur le terrain, avant de se suicider devant les spectateurs abasourdis.
Joe Hallenbeck, ancien agent du Secret Service, est devenu détective privé. C'est un alcoolique totalement paumé. Il travaille parfois pour son meilleur ami, Mike Matthews. Joe vient de découvrir que ce dernier couche avec sa femme Sarah. Mike lui propose malgré tout une mission : protéger une stripteaseuse appelée Cory. Juste après lui avoir donné l'adresse de la jeune femme, Mike meurt dans l'explosion de sa voiture, juste devant chez Joe.
Alors qu'il surveille Cory, Joe fait la connaissance de son copain, Jimmy Dix, ancien running back cocaïnomane, renvoyé des Stallions pour paris sportifs illicites. Malgré la surveillance de Joe, des tueurs assassinent Cory sous leurs yeux. Les deux hommes s'associent alors pour découvrir les raisons de ce meurtre : Joe par professionnalisme, Jimmy pour venger sa copine. Ils découvrent une conspiration dans le domaine du football professionnel impliquant des hommes très puissants de Californie, dont un sénateur, sur fond de légalisation des paris sportifs.

## Fiche technique
Sauf indication contraire, les informations mentionnées dans cette section peuvent être confirmées par la base de données cinématographiques IMDb,  présente dans la section « Liens externes ».
- Titre original : The Last Boy Scout
- Titre français : Le Dernier Samaritain
- Titre québécois : Le Dernier Boy-Scout
- Réalisation : Tony Scott
- Scénario : Shane Black, d'après une histoire de Shane Black et Greg Hicks
- Musique : Michael Kamen
- Photographie : Ward Russell
- Montage : Stuart Baird, Mark Goldblatt et Mark Helfrich
- Décors : Brian Morris
- Costumes : Marilyn Vance
- Production : Michael Levy et Joel Silver
  - Production déléguée : Shane Black, Barry Josephson
  - Coproduction : Steve Perry
  - Production associée : Carmine Zozzora
- Sociétés de production : Silver Pictures et Geffen Pictures
- Sociétés de distribution : Geffen Pictures et Warner Bros. (États-Unis), Warner Bros. (France)
- Pays de production :  États-Unis
- Langue originale : anglais
- Budget : 30 millions de dollars[1]
- Format : couleur — 35 mm — 2,35:1 — son Dolby
- Genre : comédie policière, action, buddy movie
- Durée : 106 minutes
- Dates de sortie : 
  - États-Unis : 13 décembre 1991[2]
  - France : 12 février 1992[3]
- Classification[4] :
  - États-Unis : R
  - France : interdit aux moins de 12 ans[5]

## Distribution
- Bruce Willis (VF : Patrick Poivey ; VQ : Jean-Marie Moncelet) : le détective Joseph « Joe » Cornelius Hallenbeck
- Damon Wayans (VF : Lionel Henry ; VQ : Jean-Luc Montminy) : James « Jimmy » Alexander Dix
- Noble Willingham (VF : Roger Lumont ; VQ : Jean Fontaine) : Sheldon « Shelly » Marcone
- Chelsea Field (VF : Marie Vincent ; VQ : Élizabeth Lesieur) : Sarah Hallenbeck
- Danielle Harris (VF : Sauvane Delanoë ; VQ : Sophie Léger) : Darian Hallenbeck
- Joe Santos (VF : Serge Sauvion ; VQ : Ronald France) : le lieutenant Benjamin Bessalo
- Clarence Felder (en) (VF : Robert Darmel) : McCoskey
- Taylor Negron (VF : Jean-Pierre Leroux ; VQ : Yvon Thiboutot) : Milo
- Halle Berry (VF : Marie-Christine Darah ; VQ : Élise Bertrand) : Cory
- Bruce McGill (VF : Marc Alfos ; VQ : Benoît Rousseau) : Mike Matthews
- Kim Coates (VF : Jacques Frantz ; VQ : Pierre Auger) : Chet
- Badja Djola (VF : Georges Atlas) : Alley Thug
- Chelcie Ross (VF : Jean-François Laley ; VQ : Luc Durand) : le sénateur Calvin Baynard
- Tony Longo : Big Ray Walston
- Frank Collison : Pablo
- Lynn Swann (VF : Christian Pélissier) : lui-même
- Anne Lockhart : une maman au football
- Jack Kehler : l'« as du Scrabble »
- Frank Ferrara : le gorille de Milo
- Duke Valenti : Jake
- Morris Chestnut : le gars dans le vestiaire

 Source et légende : version française (VF) sur RS Doublage

## Production

### Genèse et développement
L'histoire est développée par Shane Black et Greg Hicks. Le scénario de Shane Black est ensuite vendu pour 1,75 million de dollars à Warner Bros., ce qui est à l'époque un record. Il aurait par ailleurs pu le vendre encore plus cher à Carolco Pictures. Shane Black sera cependant « détrôné » seulement deux mois plus tard par celui de Basic Instinct écrit par Joe Eszterhas (vendu pour 3 millions de dollars).
Le film est produit par Joel Silver, qui avait déjà produit un film écrit par Shane Black, L'Arme fatale (1987). Par ailleurs, le dialogue entre Joe et Jimmy à propos du pantalon à 650 $ provient d'une scène non utilisée de L'Arme fatale. À l'origine, la fille de Roger Murtaugh portait une robe très chère pour le réveillon de la Saint-Sylvestre. Son père lui demandait : « It doesn't have a little TV in it? » (« Il doit y avoir une télé dedans ? »), elle répondait : « No », et Murtaugh rétorquait : « I am very old »,.
Le scénario est considérablement remanié durant la production. Le « troisième acte » est totalement modifié, ainsi que le ton global du film, qui était à l'origine plus sombre. Quelques années plus tard, Shane Black et Tony Scott avoueront que le script original était bien meilleur.

### Attribution des rôles
Le rôle de Jimmy Dix a été proposé à Mel Gibson, alors que le premier rôle devait revenir à Jack Nicholson. Tony Scott voulait Grace Jones pour incarner le personnage de Cory, mais les producteurs lui préfèrent Halle Berry (dans l'un de ses premiers rôles au cinéma).

### Tournage
Le tournage a eu lieu du 11 mars au 9 juin 1991, en Californie, notamment à Los Angeles (Los Angeles Memorial Coliseum, Pacific Palisades), mais également à Beverly Hills, Long Beach, San Diego, West Hollywood, San Marino.
Un début d'émeute a eu lieu lors du tournage au Los Angeles Memorial Coliseum. Les figurants n'avaient pas été informés que le second jour de tournage avait été annulé par la production et se sont quand même rendus sur le plateau. Quand ils ont vu qu'ils ne seraient pas payés, la tension est montée.
Le réalisateur Tony Scott a avoué que la production du film avait été très désagréable pour lui, notamment à cause de l'attitude de Joel Silver et de Bruce Willis, qui le forçaient à tourner des scènes d'une certaine façon sous peine d'être renvoyé. Joel décrira quant à lui ce tournage comme l'une des pires expériences de sa vie. James W. Skotchdopole, assistant-réalisateur, décrit également une mauvaise ambiance de travail plombée par une « abondance de mâles alpha » et de guerres d'ego, entre le producteur Joel Silver, l'acteur Bruce Willis, le réalisateur Tony Scott et le scénariste Shane Black. Tony Scott s'inspirera de Joel Silver pour le producteur véreux et drogué Lee Donowitz de True Romance, son film suivant. La relation entre les deux acteurs principaux, Bruce Willis et Damon Wayans, est également mauvaise.

### Musique
La musique du film est composée par Michael Kamen. Le compositeur explique qu'il a détesté le film quand il l'a vu ; il a accepté de travailler dessus seulement par amitié pour Bruce Willis et Joel Silver.
Bill Medley interprète quant à lui la chanson Friday Night's A Great Night For Football, écrite par Steve Dorff et John Bettis. Si la chanson est éditée en single par Curb Records en 1991, la bande originale ne sortira qu'en 2015 chez La-La Land Records,.
Liste des titres
1. Titles - 0:47
2. Death on the Gridiron - 4:57
3. Meeting Joe the Dick - 3:07
4. Closet Reveal - 3:36
5. Who Did This?/After the Explosion - 1:19
6. Flashback No. 1 - 1:26
7. Lerve - 1:14
8. Cory Dies/Gun Battle - 2:53
9. Police Station/Flashback Again - 2:10
10. Jimmy and Joe in Garage - 2:25
11. Jimmy’s Flashback/Bathroom - 1:55
12. Jimmy’s Narrow Escape - 3:43
13. Shake Your Hand/This Ain’t No Game - 1:10
14. Life Sucks - 2:06
15. Jimmy Does Cocaine/Jimmy Off Bridge - 4:31
16. Joe Gets Zapped - 2:30
17. Jimmy on the Phone - 1:16
18. Joe in the Woods - 3:49
19. Darian to the Rescue/Car Chase - 4:16
20. BMW Chase - 4:15
21. Eye for an Eye - 1:29
22. Shelly’s Office - 4:41
23. Joe to the Rescue/Escape/Stadium/Irish Washerwoman (Jig) - 6:42
24. Fuck You, Sarah 3:13
25. Friday Night’s a Great Night for Football - 3:30 (interprété par Bill Medley)
Titres bonus
26. Titles (alternate) - 0:52
27. Bathroom (extended) - 2:13
28. End Credits (unused) - 2:02

## Accueil
Le Dernier Samaritain a rencontré un accueil critique mitigé dès sa sortie en salles : 44 % des 32 commentaires collectés par le site Rotten Tomatoes sont positifs, pour une moyenne de 5,3⁄10. Le consensus du site est le suivant : « The Last Boy Scout est aussi explosif, idiot et amusant qu'il faut l'être quand on représente le déclin du genre « Un copain dans la police ». » Sur Metacritic, il obtient une note moyenne de 52⁄100 pour 22 critiques. En France, il décroche une moyenne de 2,2⁄5 sur le site AlloCiné, qui a recensé quatre commentaires.
Il a obtenu un succès commercial modeste au box-office américain avec 59 509 925 $ de recettes et 55 000 000 $ à l'international, portant le cumul à plus de 114 500 000 $. En France, il a totalisé 835 408 entrées. Les critiques ont cité la sortie en salles d'un film violent à la période des fêtes de Noël comme une raison au résultat décevant au box-office,,,.
Toutefois, si Le Dernier Samaritain n'est pas un blockbuster, il a aidé Bruce Willis à récupérer ses galons de star après l'échec commercial et critique d'Hudson Hawk, gentleman et cambrioleur, grâce aux profits engrangés au box-office et à sa popularité dans le marché de la location de vidéo,.

## Commentaire
- Les images du match de football utilisées dans le générique d'entrée et celles du match de fin sont celles du Holiday Bowl 1990, opposant les Aggies du Texas aux Cougars de BYU[7].
- Lors de la scène où Joe Hallenbeck rentre chez lui en compagnie de Jimmy Dix, sa fille regarde le film L'Arme fatale. Ce n'est pas un hasard étant donné que ce film, tout comme Le Dernier Samaritain, est produit par Joel Silver et écrit par Shane Black[7].
- La voiture de Joe est une Buick Riviera GS Boat tail de 1971[7].